# Bayless Rose
Bayless Rose (* 4. Mai 1890 in Booneville, Kentucky, USA; † 27. April 1986 im Fayette County, Kentucky, USA) war ein US-amerikanischer Sänger und Gitarrist, der 1930 einige Country-Blues-Aufnahmen mit Ragtime-Einflüssen machte. Über sein Leben ist wenig bekannt, es ist sogar unklar, ob er Weißer oder Afroamerikaner war; Fotos von ihm sind nicht bekannt.
Am 24. Mai 1930 nahm Rose in Richmond (Indiana) für Gennett Records die zwei Songs Jamestown Exhibition und Frisco Blues auf, die unveröffentlicht blieben. Am 7. Juni 1930 nahm er die Songs in Richmond erneut auf; diese Aufnahmen wurden dann bei Champion Records veröffentlicht. Am gleichen Tag nahm er zwei weitere Songs auf, Black Dog Blues und Original Blues, die bei Gennett und Champion erschienen. Die am gleichen Tag aufgenommenen Beal Street Blues, Railroad Blues und Avenue, letztere von Cow Cow Davenport möglicherweise mit Bayless Rose an der Gitarre, wurden damals nicht veröffentlicht. Am 30. August und 4. September 1930 begleitete Rose die Sängerin Clara Burston bei Aufnahmen, am 4. September 1930 auch den Pianisten Walter Cole.
Seine vier bei Gennett und Champion erschienenen Titel wurden als stilistisch ähnlich zu weißen Blueskünstlern wie Dick Justice und Frank Hutchison angesehen und daher in Anthologien früher weißer Country-Blues-Musik neu aufgelegt. Er wurde jedoch auch in eine Anthologie über Ragtime Blues Guitar aufgenommen und in den Liner Notes von Paul Oliver stilistisch mit schwarzen Bluesmusikern des Northern Piedmont verglichen. Spätere Neuauflagen erfolgten in Sammlungen, die weder ausschließlich Country noch ausschließlich Blues enthalten.
Eine von Christopher King in Ausgabe Nr. 12 (2005) der Zeitschrift 78 Quarterly veröffentlichte Studie berichtete von einem Interview mit Mildred Justice, der Tochter von Dick Justice, die sich daran erinnerte, dass ihr Vater mit einem Eisenbahner namens Bailey Rose spielte, den sie als „ziemlich viel älter als Papa“ beschrieb. Er war „der Mann, der am meisten wie Papa klang“ und brachte ihrem Vater bei, wie man Old Black Dog und Brown Gal spielt. Sie behauptete zweimal, dass Rose nicht schwarz sei, beschrieb ihn aber als dunkelhäutig und arabisch aussehend. King vermutete, dass er ein Melungeon gewesen sein könnte.